# 베르디치우
베르디치우(우크라이나어: Бердичів, 러시아어: Берди́чев 베르디체프[*], 폴란드어: Berdyczów)는 우크라이나 북부 지토미르주에 위치한 도시로, 인구는 86,200명(2003년 기준)이다. 지토미르(지토미르 주의 주도)에서 남쪽으로 44km 정도 떨어진 곳에 위치한다.
1430년 리투아니아 대공 비타우타스로부터 도시 지위를 부여받았지만 1483년 크림 타타르족의 공격으로 파괴되었다. 1546년 리투아니아 귀족의 영지가 되었으며 1569년 폴란드-리투아니아 연방에 편입되었다. 러시아 제국 시대에 인구의 다수가 유대인이었으나 나치 점령기에 많은 수가 학살당했다.

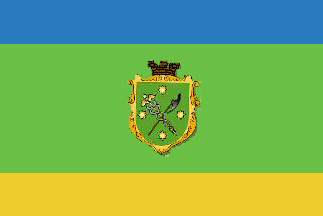
기
문장